# Általános gyógypedagógia
Az általános gyógypedagógia a gyógypedagógia fogalomkörét, tudományelméleti és -rendszertani kérdéseit, gyakorlatának elméleti általánosításait kutató diszciplína. 

## Tárgya
Az általános gyógypedagógia tárgya a gyógypedagógiai segítést, nevelést, oktatást, terápiát, rehabilitációt igénylők körének meghatározása; a gyógypedagógiai tevékenység közös specifikumainak feltárása; a gyógypedagógiai alapfogalmak definiálása és rendszerbe foglalása; a gyógypedagógiai tudományterület fejlődésének és más tudományokhoz való viszonyának vizsgálata, elméletképző modellek leírása.

## Funkciója
Az általános gyógypedagógia funkciója a tudományfejlődést és a gyakorlatot szolgáló összefüggések, közös jellemzők, törvényszerűségek felismerése; a gyógypedagógia koncepcionális kérdéseinek elemzése; a gyógypedagógiai tevékenység és a fogyatékosokkal kapcsolatos közoktatási, szociálpolitikai, törvénykezési döntések elvi, elméleti megalapozása.

## Magyarországon
Az általános gyógypedagógia Magyarországon a 19-20. század fordulóján kezdett kialakulni. Az első elméleti munkák megjelenése után - különösen interdiszciplináris hatásokra és a gyakorlati gyógypedagógiai tapasztalatok alapján - megkezdődött a gyógypedagógia tudomány strukturálódása; ez napjainkban folytatódik.